# Lapenne
Lapenne (okzitanisch La Pena) ist eine französische Gemeinde mit 120 Einwohnern (Stand 1. Januar 2022) im Département Ariège in der Region Okzitanien. Sie gehört zum Kanton Mirepoix und zum Arrondissement Pamiers.
Nachbargemeinden sind Gaudiès im Nordwesten, Belpech im Norden, Plaigne im Nordosten, Mirepoix im Osten, Manses im Südosten, Saint-Félix-de-Tournegat im Süden, La Bastide-de-Lordat im Südwesten und Trémoulet im Westen.

## Bevölkerungsentwicklung

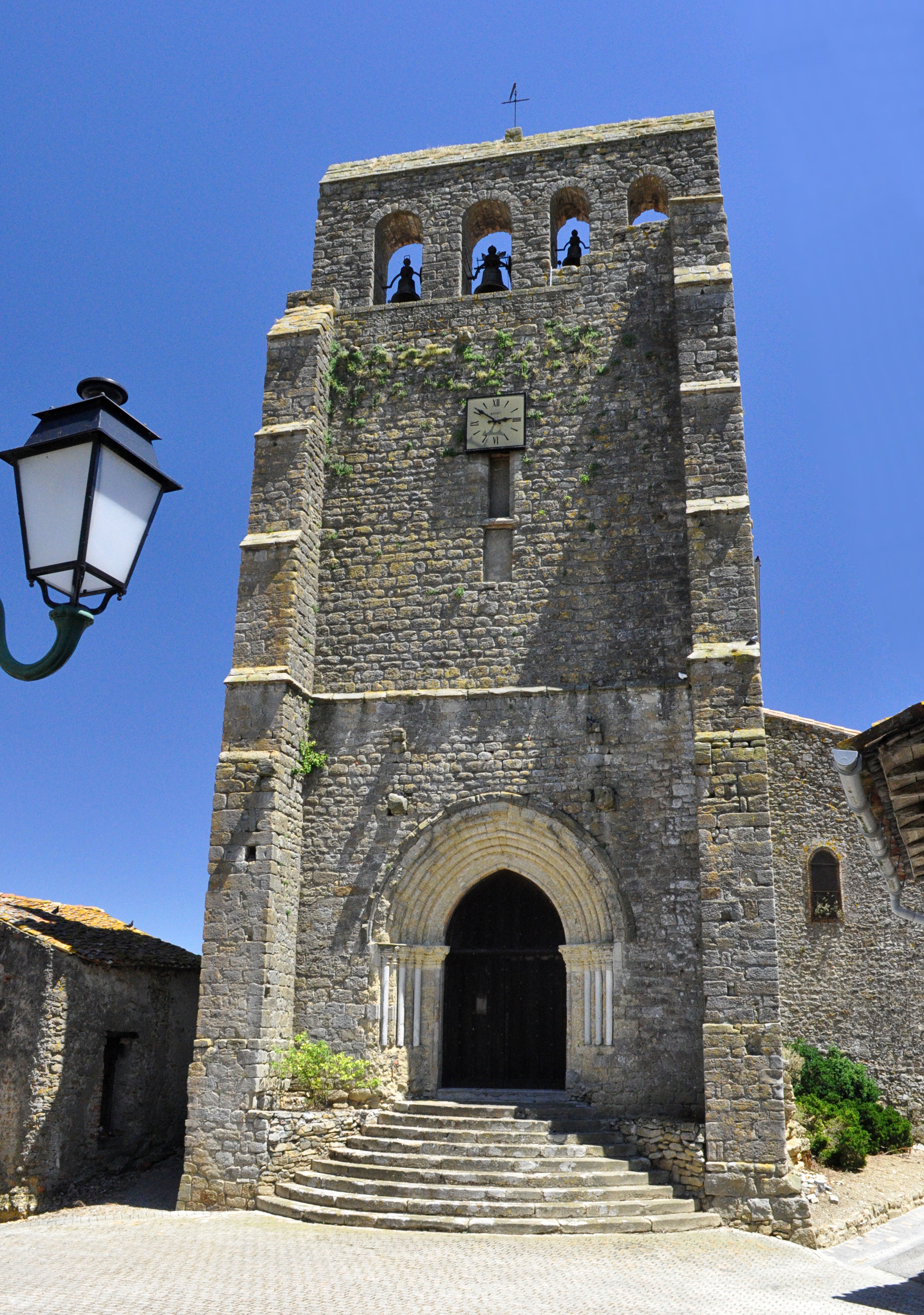
Kirche Saint-Jean-Baptiste

| Jahr                       | 1962 | 1968 | 1975 | 1982 | 1990 | 1999 | 2008 | 2016 |
| -------------------------- | ---- | ---- | ---- | ---- | ---- | ---- | ---- | ---- |
| Einwohner                  | 174  | 152  | 135  | 146  | 127  | 131  | 116  | 131  |
| Quellen: Cassini und INSEE |      |      |      |      |      |      |      |      |